# Allison Aldrich
Allison Elizabeth Aldrich (nacida el 19 de enero de 1988), es una voleibolista paralímpica estadounidense.

## Vida personal
Aldrich nació en Schuyler (Nebraska). En 1995, cuando únicamente tenía 7 años, le diagnosticaron un sarcoma, un cáncer de células. Aldrich apareció en un artículo del Omaha World-Herald en 2004. En marzo de 2004 recibió una invitación a un voleibol adaptado en Denver, donde fue juzgada para los Juegos Paralímpicos. Se graduó de la Schuyler Central High School en 2006 y desde ese año asiste a la Universidad Wesleyan de Nebraska. Fue miembro de la Sociedad Nacional de Honor, de la que ganó el premio Ron Gustafson Inspirational.
En ocasiones viaja al Hospital Shriners en Mineápolis, Minesota, para obtener la opinión de los técnicos ortopédicos sobre la salud de su pierna, que perdió contra el cáncer en el Centro Médico de la Universidad de Nebraska. En su tiempo libre le gusta ver The Sisterhood of the Traveling Pants. Cuando se trata de deportes, le gusta ver al Miami Dolphins y Los Angeles Lakers. También es profesora de salud en la Escuela Secundaria Walnut en Grand Island, Nebraska. Enseña sexo seguro, embarazo, gérmenes, cáncer y muchos otros temas de salud.

## Carrera
Obtuvo su primera medalla, que fue de bronce, en los Juegos Paralímpicos de 2004 que se celebraron en Atenas,Grecia. En 2007, ganó una medalla de plata por su participación en el Sitting Volleyball Invitational. En 2008, obtuvo otra medalla de plata en los Juegos Paralímpicos de Pekín 2008 y ese mismo año obtuvo una medalla de bronce por su participación en la Copa Intercontinental de Voleibol para Discapacitados de la Organización Mundial. Las medallas de oro para ella comenzaron en 2009 cuando ganó un Campeonato Zonal Parapanamericano y una Eurocopa Paralímpica. En 2010 obtuvo otra medalla de plata por su participación en la WOVD y otra de oro por la Copa Mundial. El mismo año participó y ganó en el Campeonato Parapanamericano en Colorado donde obtuvo otra medalla de oro. En 2011, fue premiada con dos medallas de oro más por su participación en la Copa Continental ECVD y por la PAZC. En los Juegos Paralímpicos de Londres 2012 fue premiada con una medalla de plata y ganó el oro por el Voleibol Masters.